# Arinna Fluctus
L'Arinna Fluctus è una struttura geologica della superficie di Io.